# بورویل
بورویل (به انگلیسی :Bourvil)؛ یک هنرپیشه و خواننده اهل فرانسه بود. وی بین سال‌های ۱۹۴۱ تا ۱۹۷۰ میلادی فعالیت می‌کرد.
از فیلم‌ها یا برنامه‌های تلویزیونی که وی در آن نقش داشته‌است می‌توان به بازی کثیف، هالو، جنجال بزرگ، یکشنبه خنده‌دار و دایره سرخ اشاره کرد.